# فيتنام في الألعاب الأولمبية
فيتنام في الألعاب الأولمبية تقوم اللجنة الأولمبية الفيتنامية بالإشراف في شؤون مشاركات فيتنام في الألعاب الأولمبية، أول مشاركة لفيتنام في الألعاب الأولمبية كانت في دورة 1952 في هلسنكي حيث شاركت ب8 رياضيين وتمكنت من الفوز بأول ميدالية لها في دورة 2000 في سيدني، ولم تفز فيتنام حتى الآن بأي ميدالية ذهبية، وقد فازت فيتنام بمشوارها الأولمبي بمجموع ميداليتين فضيتين فقط، أكثر الرياضات التي تنافس فيها فيتنام هي التايكواندو و رفع الأثقال.